# Јавне услуге
Јавне услуге је израз који се најчешће користи да би означио услуге које обезбеђује влада својим грађанима било директно кроз јавни сектор било кроз финансирање приватног пружања услуга. Овај израз је у блиској вези са појмом друштвеног консензуса (који се најчешће испољава путем демократских избора) који јасно истиче становиште да би одређене услуге требало да буду доступне свим грађанима без обзира на њихове приходе. Чак и у случајевима у којима јавне услуге нису обезбеђене нити их држава финансира оне су регулисане правним прописима који превазилазе прописе који се иначе примењују на економски сектор.
Јавне службе су установе, предузећа и други облици организовања уређени законом који обављају делатности односно послове којима се обезбеђује остваривање права грађана односно задовољавање потреба грађана и других организација као и остваривање других законом утврђених интереса у одређеним областима.
Јавна служба је организована делатност у државном или приватном власништву која служи за задовољење важних животних потреба шире социјалне заједнице. Основна функција јавних служби је да осигурају поуздан рад, разумне цене и услуге под равноправним условима за све клијенте. Јавне службе су заступљене у различитим областима с тим да се у оквиру јавних служби установе формирају за обављање послова у области образовања, науке, културе, здравствене и социјалне заштите, а предузећа се оснивају за обављање послова предвиђених законом у области јавног информисања, ПТТ саобраћаја, енергетике, комуналија и других послова. У областима у којима су заступљене, јавне службе су те које треба да омогуће поузданост грађанима, али и разумне и повољне цене и услуге за све своје кориснике под једнаким условима.

## Оснивање
Јавне службе могу оснивати Република, аутономна покрајина, град, општина као и друга правна и физичка лица. Оне обављају своје послове односно делатности под условима и на начин утврђен законом, а у складу са циљевима ради којих се оснивају, у Србији у складу са Законом о јавним службама. Над њиховим радом се врши управни и стручни надзор у складу са одговарајућим законима.

## Сектори
Јавне услуге се сматрају оним услугама које су од суштинске важности за функционисање модерног друштва тако да разлози морала налажу њихову универзалну доступности свим грађанима због чега се оне могу подвести под категорију људских права (као што је право на воду). Као пример јавних услуга које нису од суштинске важности можемо навести фризерске услуге.
У модерним, развијеним земљама појам јавних услуга обично обухвата
- образовање
- дистрибуцију електричне енергије и гаса
- заштиту од пожара
- здравство
- полицију
- чистоћу
- производњу и дистрибуцију воде

## Карактеристике
Јавне услуге могу понекад имати карактеристике јавног добра (с обзиром на њихову неконкурентност и неискључивост), али су углавном услужна добра која представљају услуге које се по преовлађујућим друштвеним нормама сматрају недовољно заступљеним на тржишту. У највећем броју случајева јавне услуге су услуге, тј. оне не подразумевају производњу добара као што су шрафови и матице. Могу их пружати локални или национални монополи и то нарочито у областима у којима постоје природни монополи.
Њихови резултати тешко се могу приписати одређеном индивидуалном напору и тешко их је оценити по квалитету. Оне обично подразумевају висок ниво обучености и образовања запослених. Најчешће привлаче појединце које имају осећај друштвене одговорности и које желе да својим радом допринесу добробити друштва па су у том настојању спремне да раде дуже радно време, а да буду мање плаћене. (Џон Кенет Галбрајт је уочио улогу овакве јавне врлине у економском расту.)

## Историјат
Тренд обезбеђивања широке лепезе јавних услуга у развијеним земљама започео је у деветнаестом веку и то најчешће кроз развој општинских сектора за пружање услуга обезбеђивања воде и гаса. Касније, влада је почела да обезбеђује и услуге из области здравства и дистрибуције електричне енергије. У многим развијеним земљама овакве услуге још увек обезбеђују локалне или националне владе док највећи изузетак представљају САД и В. Британија у којима је предност у пружању јавних услуга дата приватном сектору. Без обзира на то област пружања јавних услуга од стране приватног сектора детаљно је регулисана позитивним законским прописима ових земаља (нпр. у САД контролу врши посебна Комисија за јавне услуге).
У земљама у развоју јавне услуге су мање заступљене него што је то случај у развијеним земљама. Нпр. у неким земљама дистрибуција воде представља привилегију богатог средњег сталежа. Из политичких разлога често се спречава ширење обима јавних услуга што за последицу има спорији развој сиромашних заједница.